# Paul McStay
Paul Michael Lyons McStay MBE (født 22. oktober 1964 i Hamilton, Skotland) er en tidligere skotsk fodboldspiller, der tilbragte hele sin aktive karriere som midtbanespiller hos storklubben Celtic F.C. I sine 16 år i klubben nåede han at spille 678 kampe og score 72 mål. Han blev med klubben skotsk mester tre gange. I 2010 blev han optaget i Scottish Football Hall of Fame.

## Landshold
McStay spillede i årene mellem 1983 og 1997 76 kampe for Skotlands landshold, hvori han scorede ni mål. Han repræsenterede sit land ved VM i 1986, VM i 1990 samt ved EM i 1992.